# Doble staccato
El Doble staccato o doble picado es una técnica utilizada en instrumentos de viento que consiste en emitir las sílabas «tu-ku» aislada o repetidamente (tu-ku-tu-ku-tu-ku...) lo que permite interpretar articulaciones como el staccato y el staccatissimo a gran velocidad. Otras sílabas utilizadas son ta-ka, da-ga y de-gue.

## Origen
Esta práctica surgió en la segunda mitad del siglo XVIII y tuvo sus detractores como el músico François Devienne, que la describía como un «tartamudeo». No obstante, ha sido aceptada y utilizada por la mayoría de intérpretes de viento y hoy día se estudia oficialmente como parte imprescindible de los recursos de Interpretación.